# Sol Morén
Sol Morén föddes 1964 i Falun och är nu bosatt i Umeå där hon är verksam inom måleri, foto, film och ljudkonst.
Sol Morén är utbildad vid Örebro konstskola 1987-1989 och Umeå Konsthögskola 1989-1995. Hon tilldelades Umeås bildkonststipendium 2002.

## Utställningar i urval
- Museum of Non Conformist Art, Petersburg, Ryssland 2003
- Bildmuseet, Umeå 2004
- BWA Galeri Bydgszcz, Poznan, Polen 2005
- Nelimarkka-museo, Alajärvi, Finland 2006
- Dalarnas museum, Falun  2006
- Härnösands Konsthall 2006
- Västerbottens museum, Umeå 2007